# نیلوفر خرم‌نیک
نیلوفر خرم‌نیک بازیگر تلویزیون اهل ایران بود که در مجموعه تلویزیونی «معمای شاه» نقش لیلی امیرارجمند را ایفا نمود. نیلوفر خرم‌نیک متولد ۲۶ اسفند ۱۳۶۱ تهران بود. وی در صبح روز چهارشنبه ۱۰ شهریور ۱۳۹۵ در یکی از بیمارستان‌های تهران و در حین عمل جراحی درگذشت.